# Hilmer Motorsport
 (mai 2013).
Si vous disposez d'ouvrages ou d'articles de référence ou si vous connaissez des sites web de qualité traitant du thème abordé ici, merci de compléter l'article en donnant les références utiles à sa vérifiabilité et en les liant à la section « Notes et références ».
Hilmer Motorsport est une écurie de sport automobile allemande fondée en 2013, remplaçant l'écurie portugaise Ocean Racing Technology. En 2014, elle remplace l'écurie d'Igor Mazepa en GP3 Series.
L'écurie participe au GP2 Series en 2013, 2014 et 2015 et au GP3 Series en 2014. 

## Résultats en GP2 Series
| Saison | Châssis | Moteur     | Pilotes                                                                      | GP disputés | Victoires | Poles Positions | Podiums | Records du tour | Points inscrits | Classement |
| ------ | ------- | ---------- | ---------------------------------------------------------------------------- | ----------- | --------- | --------------- | ------- | --------------- | --------------- | ---------- |
| 2013   | Dallara | Mecachrome | Robin Frijns Jon Lancaster Adrian Quaife-Hobbs Conor Daly Pål Varhaug        | 22          | 4         | 0               | 7       | 2               | 155             | 6e         |
| 2014   | Dallara | Mecachrome | Daniel Abt Facu Regalia Nicholas Latifi Jon Lancaster                        | 22          | 0         | 0               | 0       | 0               | 33              | 12e        |
| 2015   | Dallara | Mecachrome | Nick Yelloly Johnny Cecotto Jr. Jon Lancaster Simon Trummer Sergio Canamasas | 14          | 0         | 0               | 0       | 1               | 19              | 13e        |

## Résultats en GP3 Series
| Saison | Châssis | Moteur | Pilotes                                                                                          | GP disputés | Victoires | Poles Positions | Podiums | Records du tour | Points inscrits | Classement |
| ------ | ------- | ------ | ------------------------------------------------------------------------------------------------ | ----------- | --------- | --------------- | ------- | --------------- | --------------- | ---------- |
| 2014   | Dallara | AER    | Ivan Taranov Nelson Mason Beitske Visser Riccardo Agostini Nikolay Martsenko Sebastian Balthasar | 18          | 0         | 0               | 0       | 0               | 18              | 8e         |